# Weißbrustsperber
Der Weißbrustsperber (Accipiter chionogaster) ist ein Greifvogel aus der Gattung der Habichte und Sperber (Accipiter).
Die Art wurde im Jahre 2005 als eigenständige Art beschrieben, wird aber von anderen Autoritäten weiterhin als Unterart (Ssp.) des Eckschwanzsperbers (Accipiter striatus) angesehen und als A. s. chionogaster bezeichnet, so American Ornithological Society und Birds of the World.
Er kommt von Mexiko bis Nicaragua vor.
Der Lebensraum umfasst Waldgebiete aller Art, bevorzugt Pinus oocarpa, gerne halboffene Gelände, mitunter auch Landwirtschaftlich genutzte Flächen meist oberhalb von 350 bis mindestens 2600 m Höhe.
Der Artzusatz kommt von altgriechisch χιών, χιόνος chiōn, chionos, deutsch ‚Schnee‘ und altgriechisch γαστηρ gastēr, deutsch ‚Bauch‘.

## Merkmale

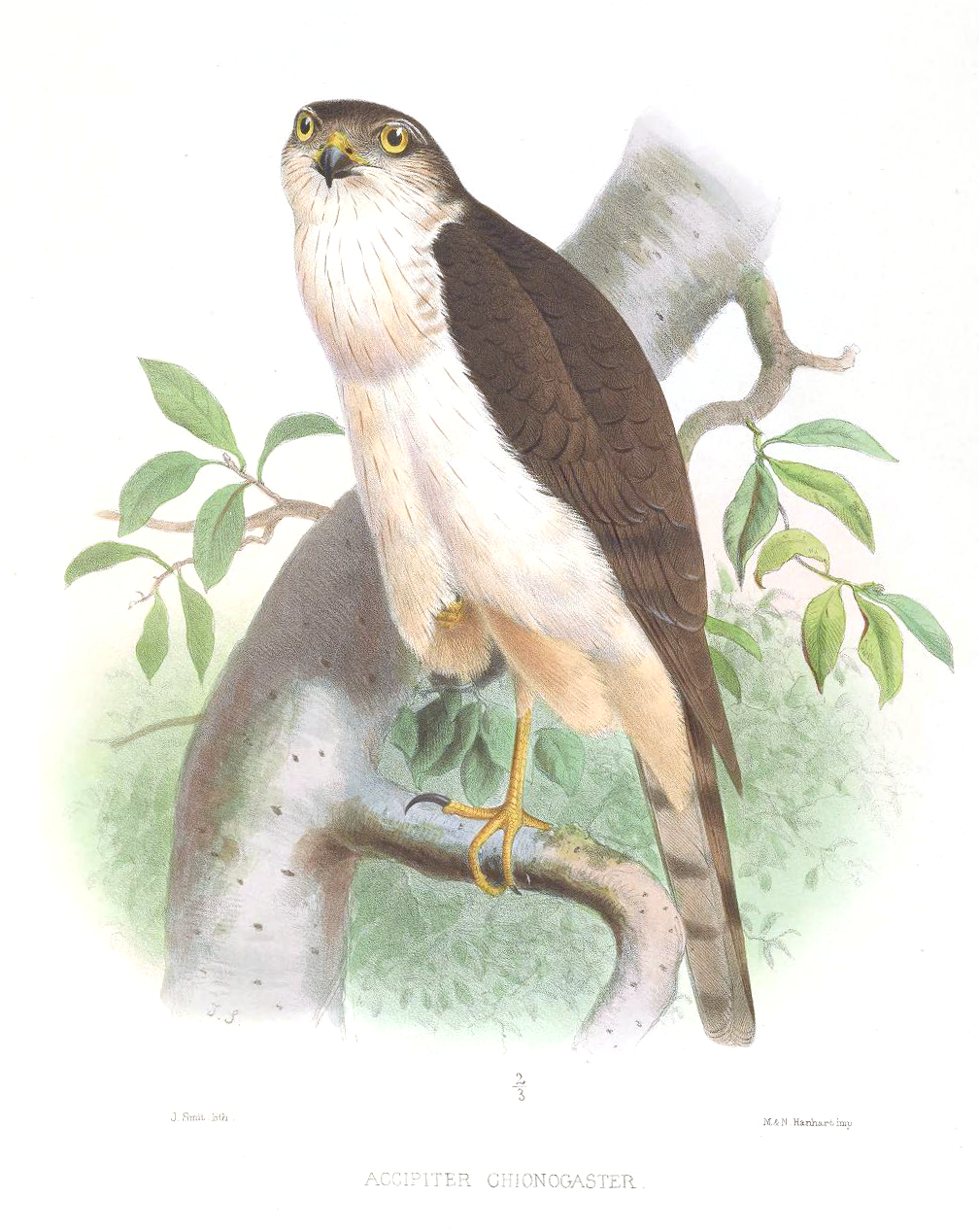
Weißbrustsperber, Illustration

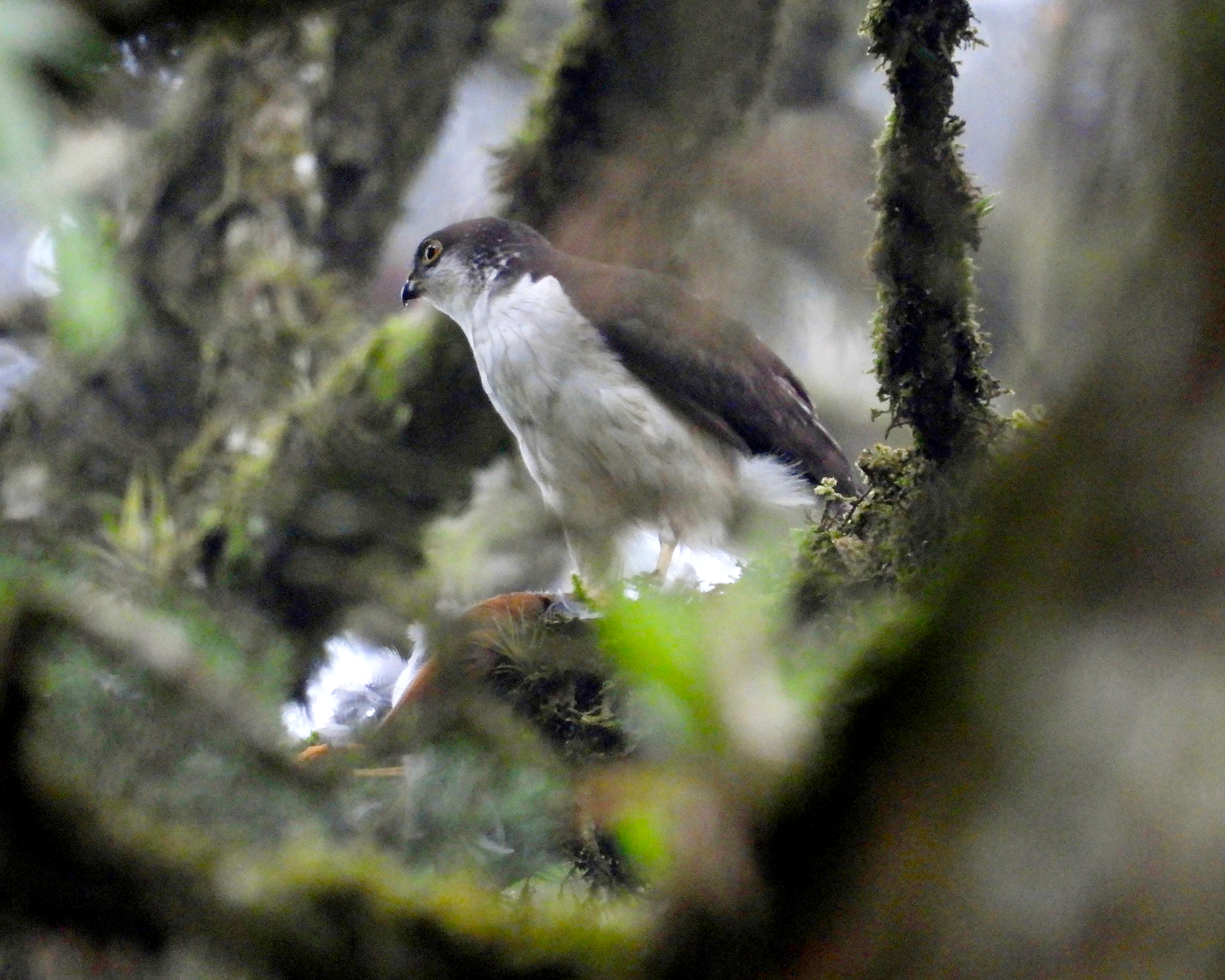
Weißbrustsperber

Das Männchen ist 27 bis 30, das Weibchen 31 bis 37 cm groß, das Männchen wiegt 94 bis 114, das Weibchen etwa 165 g, Flügelspannweite beträgt 42 bis 58 cm. Die Art ist somit kleiner als der Sperber (Accipiter nisus).
Oberseite und Kopf sind schiefergrau bis dunkel blaugrau, Nacken und Hals zeigen einzelne weiße Federkiele, der Schnabel ist schieferfarben, die Wachshaut weißlich, Ohrdecken, Wangen und Hals sind weiß, die Iris ist rot bis gelb. Dieser zierliche Sperber hat lange schmale Flügel, einen ziemlich langen, rechteckigen Schwanz, ein kleines spitzes Gesicht, eine angedeutete Haube, die meist angelegt ist. Die Beine sind lang und befiedert, die Flügelspitzen reichen bis knapp zur Schwanzspitze.
Der Vogel fliegt mit schnellem Flügelschlag, kreist und segelt mit flach gehaltenen Flügeln, die Finger dabei kaum gespreizt.
Scheitel, Zügel, Überaugenstreif und Ohrdecken sind schwärzlich. Die Ohrdecken und Wangen sind fein gestrichelt, der Schwanz hat drei schwarze Binden und eine breitere Terminalbinde mit weißer Berandung, die Schwanzunterseite weist eine silbergraue Bänderung auf. Die Unterseite ist rein weiß. Das größere Weibchen hat einen weißen Augenstreif, breitere schwarze Federkielstreifen auf der Schulterpartie. Die Beinfedern haben eine leichte rotbraune Färbung. Die Iris ist orangefarben, beim Männchen dunkelbraun. (aus der Originalbeschreibung)

## Geografische Variation
Die Art wird als monotypisch angesehen, Avibase unterscheidet:
- A. c. chionogaster (Kaup, 1852), Nominatform, – Südmexiko bis Nikaragua
- A. c. madrensis Storer, 1952, – Westmexiko (Guerrero und Westen von Oaxaca)

## Stimme
Der Ruf ist nicht beschrieben, erfolgt vermutlich nur während der Balz- und Brutzeit.

## Lebensweise
Die Nahrung besteht wohl nahezu ausschließlich aus Vögeln, die im Sturzflug erbeutet werden.
Die Brutzeit liegt zwischen Dezember bis März, das Nest wird in Astgabeln in Stammnähe gebaut. Das Gelege besteht meist 2–3 in unterschiedlichem Ausmaß gefleckten Eiern, die vom Weibchen bebrütet werden.

## Gefährdungssituation
Die Art ist nicht untersucht.